# Luis II de Melun
Luis II de Melun o escrito en francés: Louis II de Melun (Francia, 1 de octubre de 1694 - París, 31 de julio de 1724), Príncipe de Épinoy y Conde de Saint-Pol, fue un caballero (gentilhomme) y noble francés.

## Biografía
Luis nació el 1 de octubre de 1694, siendo el primer hijo del príncipe Luis I de Melun y de su esposa, la princesa Isabel Teresa de Lorena. Luis también era un tatara nieto de Gabrielle de Estrées, por lo tanto era descendiente del rey Enrique IV de Francia. Sucedió a su padre en el Ducado de Roubaix a la edad de 10 años cuando este murió de viruela, y tuvo que someterse a diversas vicisitudes de la Guerra de Sucesión Española. 

### Matrimonios
Luis se casó el 23 de febrero de 1716 con Armande de La Tour de Auvergne (1697-1717), hija de Teodosio Emmanuel de la Tour de Auvergne. Sin embargo, Armade, murió en el parto de su primer hijo el 13 de abril de 1717. Se volvió a casar en secreto con su amante, María Ana de Borbón-Condé en 1719. Su esposa María Ana, era una de las hijas de Luis III de Borbón-Condé y de su esposa Luisa Francisca de Borbón, hija mayor sobreviviente e legitimada del rey Luis XIV de Francia y de su amante Madame de Montespan.

## Muerte
En 1724, durante una partida de caza en el hogar ancestral de María Ana, el Palacio de Chantilly, Luis fue herido por las astas de un ciervo y el golpe fue tan fuerte que el caballo y el jinete fueron derribados. Luis fue rescatado por sus cuñados Luis Enrique (jefe de la regencia durante la minoría de Luis XV) y Luis. Fue llevado con un cirujano de vuelta a Chantilly dónde murió el 31 de julio de 1724, sin recibir los sacramentos. La lesión fue hecha por un asta de unos diez centímetros de largo, que le había traspasado el cuerpo, más tarde, el ciervo fue cazado y el rey ordenó que lo trajesen del bosque, por lo cual se vio que era un ciervo muy grande, y probablemente tenía más de 7 años. 
Su esposa nunca se recuperó de su muerte y no volvió a casarse ni tuvo hijos. A la muerte de esta, se corrió el rumor de que había dado a luz poco antes de morir, ya que murió a causa de inflamación de los intestinos. 

## Galería

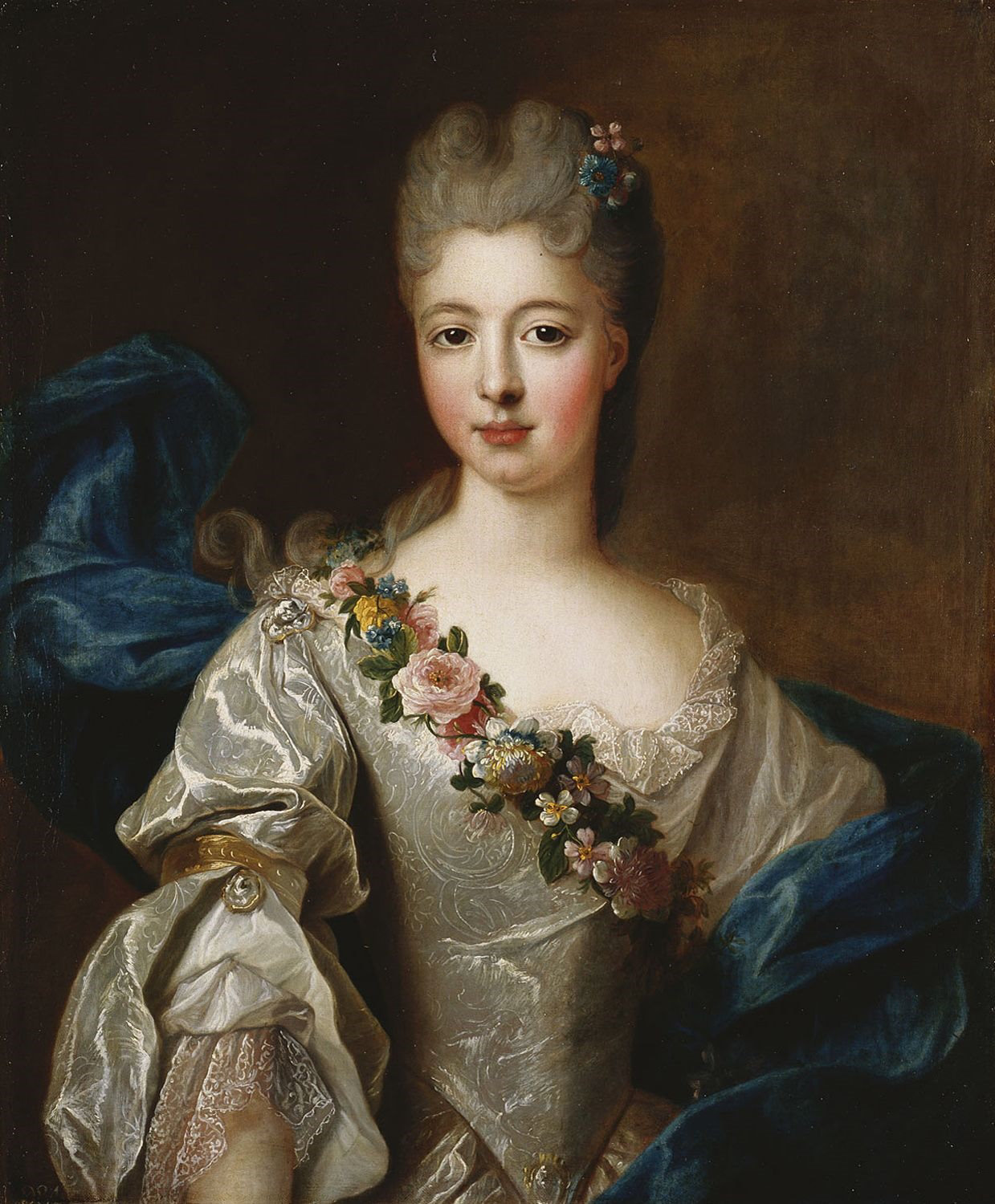
Su esposa, María Ana de Borbón-Condé por Pierre Gobert.
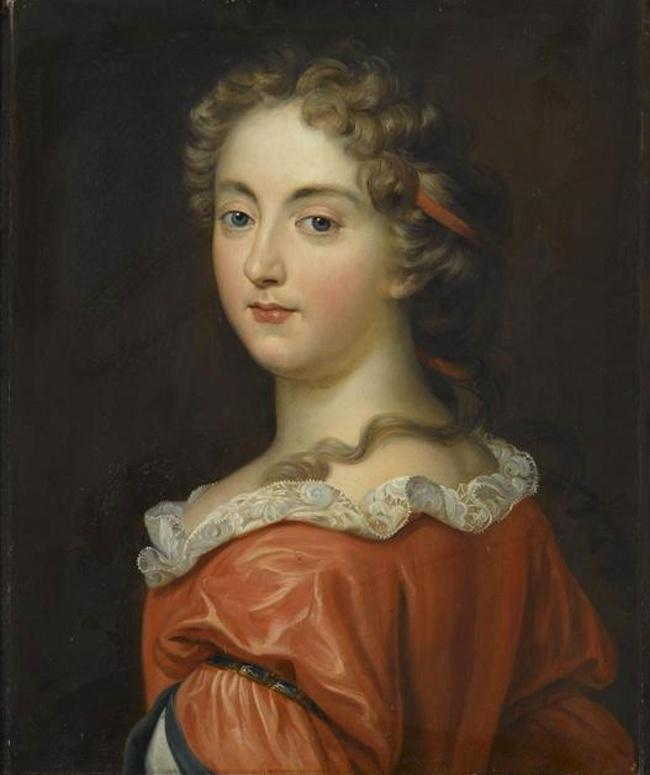
Su madre, Isabel Teresa de Lorena.
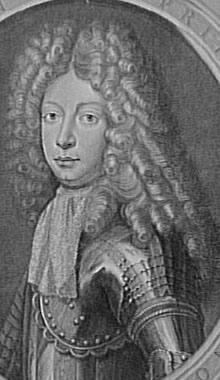
Su padre, Luis I de Melun.